# Paraclius ngarukaensis
Paraclius ngarukaensis är en tvåvingeart som beskrevs av Vanschuytbroeck 1964. Paraclius ngarukaensis ingår i släktet Paraclius och familjen styltflugor.
Artens utbredningsområde är Tanzania. Inga underarter finns listade i Catalogue of Life.